# Église Saint-Martin de Villefontaine
L'église Saint-Martin de Villefontaine, est un édifice religieux catholique, situé dans le département de l'Isère, sur la commune de Villefontaine.

## Historique
Édifiée entre 1753 et 1756, l'église remplace un édifice plus ancien, puis est agrandie en 1845.
L'édifice est composée d'une nef et bas côtés de quatre travées, d'un chevet plat et d'un clocher carré coiffé d'une flèche de tuiles vernissées polychromes.
Le tympan du portail de la façade est orné d'une mosaïque représentant saint Martin en évêque, de chaque côté, des niches abritent des mosaïques de Jeanne d'Arc et de Sainte- Thérèse de Lisieux.
En 1978, les vitraux sont refaits par le peintre Fouché en collaboration avec les verriers de l'atelier de Saint-Benoit-sur-Loire.
L'église abrite une Vierge à l'Enfant en bois, un chemin de croix original regroupé en 14 médailles sur un tableau et une plaque funéraire de la famille Michalon

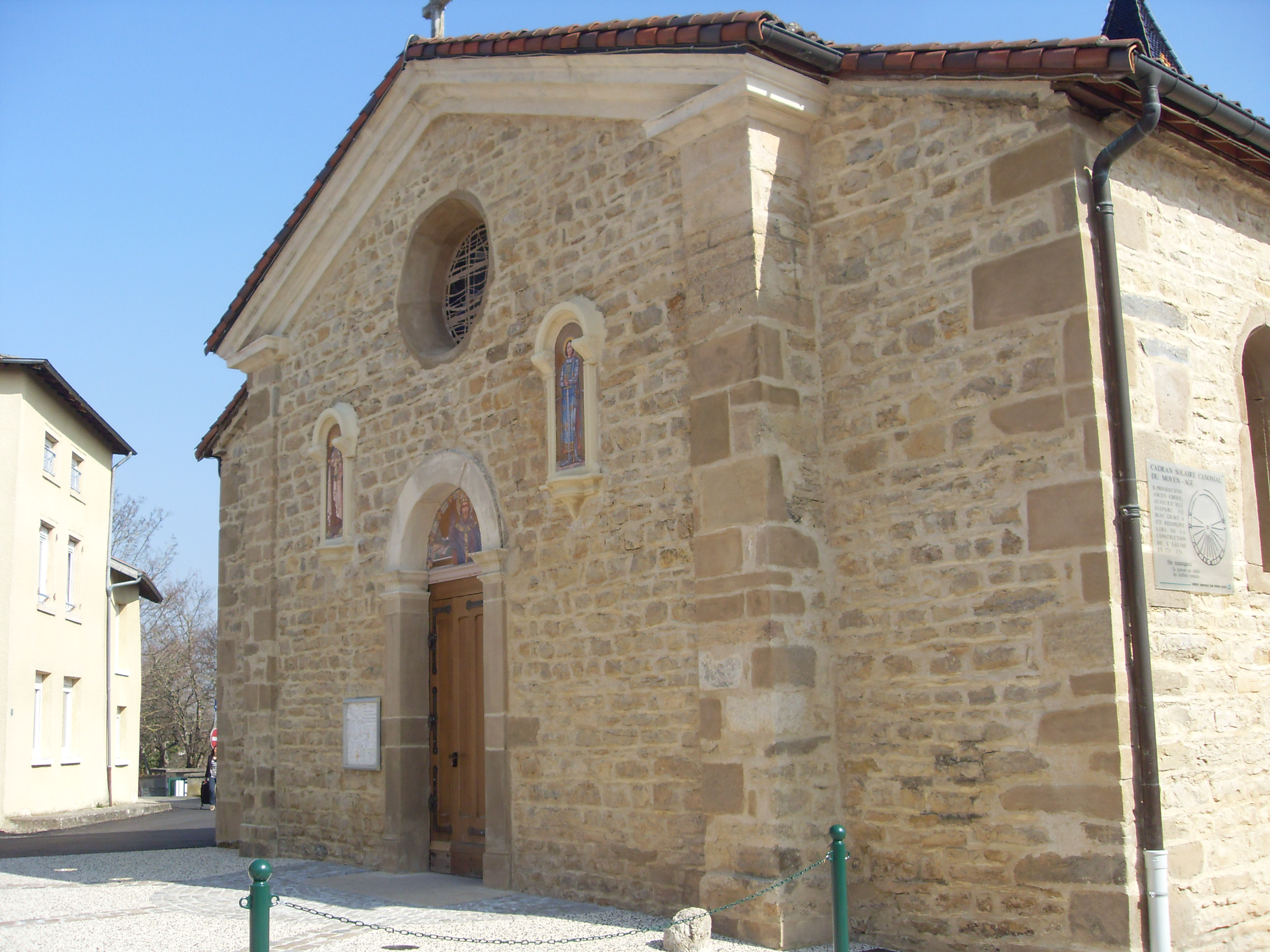
Église Saint-Martin
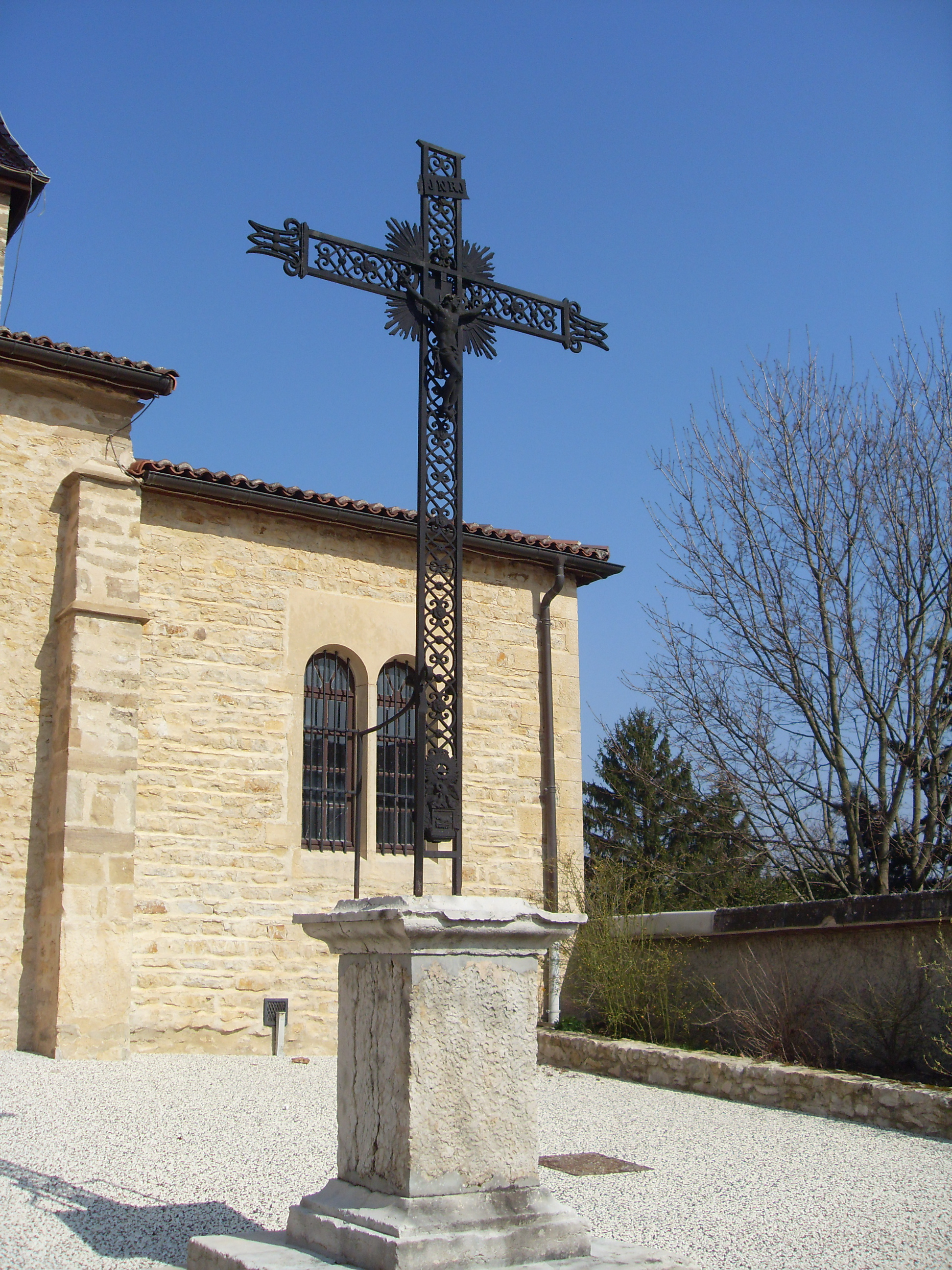